# دریاچه گود مهکی
دریاچه گود مهکی (محکی) دریاچه‌ای فصلی در جنوب‌غربی دبیران در شهرستان زرین‌دشت استان فارس است. این دریاچه در مرز شهرستان‌های زرین‌دشت، جهرم و لارستان قرار دارد. ریشه نام دریاچه به رویش فراوان گیاه مهک (شیرین‌بیان) در این منطقه بازمی‌گردد.